# Andigena
Andigena Gould, 1851 è un genere di uccelli della famiglia Ramphastidae.

## Distribuzione e habitat
Questi uccelli popolano le foreste tropicali andine di alta quota del Sud America, dalla Bolivia al Venezuela.

## Tassonomia
Il genere comprende le seguenti specie:
- Andigena hypoglauca (Gould, 1833) - tucano montano pettogrigio
- Andigena laminirostris Gould, 1851 - tucano montano beccoplaccato
- Andigena cucullata (Gould, 1846) - tucano montano monaco
- Andigena nigrirostris (Waterhouse, 1839) - tucano montano becconero